# Distrito de Pochutla
El distrito de Pochutla es uno de los 30 distritos que conforman al estado mexicano de Oaxaca y uno de los tres en que se divide la región costa. Se conforma de 816 localidades repartidas entre 14 municipios.

## Municipios
| Código INEGI | Municipio                | Cabecera                 |
| ------------ | ------------------------ | ------------------------ |
| 012          | Candelaria Loxicha       | Candelaria Loxicha       |
| 071          | Pluma Hidalgo            | Pluma Hidalgo            |
| 085          | San Agustín Loxicha      | San Agustín Loxicha      |
| 113          | San Baltazar Loxicha     | San Baltazar Loxicha     |
| 117          | San Bartolomé Loxicha    | San Bartolomé Loxicha    |
| 253          | San Mateo Piñas          | San Mateo Piñas          |
| 266          | San Miguel del Puerto    | San Miguel del Puerto    |
| 306          | San Pedro el Alto        | San Pedro el Alto        |
| 324          | San Pedro Pochutla       | San Pedro Pochutla       |
| 366          | Santa Catarina Loxicha   | Santa Catarina Loxicha   |
| 401          | Santa María Colotepec    | Santa María Colotepec    |
| 413          | Santa María Huatulco     | Santa María Huatulco     |
| 439          | Santa María Tonameca     | Santa María Tonameca     |
| 509          | Santo Domingo de Morelos | Santo Domingo de Morelos |

## Demografía
En el distrito habitan 199 251 personas, que representan el 5.24% de la población del estado. De ellos 55 110 dominan alguna lengua indígena.